# Казе Сан Винченцо (Болоња)
Казе Сан Винченцо (итал. Case San Vincenzo) је насеље у Италији у округу Болоња, региону Емилија-Ромања.
Према процени из 2011. у насељу је живело 39 становника. Насеље се налази на надморској висини од 13 м.